# Raphaël Krikorian
Raphaël Krikorian (ur. 22 kwietnia 1968 w Reims) – francuski matematyk, od 2015 profesor na CY Cergy Paris Université. Zajmuje się układami dynamicznymi.

## Życiorys
W latach 1987–1990 studiował w École polytechnique, gdzie w 1996 uzyskał też stopień doktora (jego promotorem był Michael Herman). Od 2015 jest profesorem na CY Cergy Paris Université.
Swoje prace publikował m.in. w „Annals of Mathematics”, „Duke Mathematical Journal” i „Inventiones Mathematicae". Jest redaktorem „Journal of Dynamics and Differential Equations” i „Journal of Modern Dynamics”. 
W 2018 roku wygłosił wykład sekcyjny na Międzynarodowym Kongresie Matematyków w Rio de Janeiro, a w 2019 na konferencji Dynamics, Equations and Applications (DEA 2019). 